# سانتا في
سانتا في (بالإسبانية: Santa Fe)‏ هي عاصمة مقاطعة سانتا في في الأرجنتين. وهي تقع في شمال شرق الأرجنتين، بالقرب من تقاطع نهري بارانا وسالادو. وهي تقع قبالة مدينة بارانا، والتي يرتبط بها نفق هيرنانديز. وترتبط أيضا عن طريق قناة مع ميناء كولاستيني على نهر بارانا. تعداد سكان سانتا في يقدر بنحو 369,000 نسمة وفقا لجمعية الإحصاء الوطني في الأرجنتين حسب إحصاء عام 2001. يبلغ عدد سكان المنطقة العمرانية 454,238، مما يجعلها تاسع أكبر مدينة في الأرجنتين.
وترتبط سانتا في مع روساريو (170 كلم (106 ميل) إلى الجنوب)، وهي أكبر مدينة في المحافظة، بطريق العميد استانيسلاو لوبيز السريع والطريق الوطني رقم 11، الذي يستمر نحو الجنوب إلى بوينس آيرس، وأنها هي موطن مطار ساوسي فييخو والذي تنطلق منه رحلات جوية مباشرة يومية إلى روزاريو ومطار خورخي نيوبري في بوينس آيرس.

## المناخ
يظهر الجدول التالي التغييرات المناخية على مدار السنة لسانتا في:
| البيانات المناخية لـسانتا في               | البيانات المناخية لـسانتا في | البيانات المناخية لـسانتا في | البيانات المناخية لـسانتا في | البيانات المناخية لـسانتا في | البيانات المناخية لـسانتا في | البيانات المناخية لـسانتا في | البيانات المناخية لـسانتا في | البيانات المناخية لـسانتا في | البيانات المناخية لـسانتا في | البيانات المناخية لـسانتا في | البيانات المناخية لـسانتا في | البيانات المناخية لـسانتا في | البيانات المناخية لـسانتا في |
| الشهر                                      | يناير                        | فبراير                       | مارس                         | أبريل                        | مايو                         | يونيو                        | يوليو                        | أغسطس                        | سبتمبر                       | أكتوبر                       | نوفمبر                       | ديسمبر                       | المعدل السنوي                |
| ------------------------------------------ | ---------------------------- | ---------------------------- | ---------------------------- | ---------------------------- | ---------------------------- | ---------------------------- | ---------------------------- | ---------------------------- | ---------------------------- | ---------------------------- | ---------------------------- | ---------------------------- | ---------------------------- |
| الدرجة القصوى °م (°ف)                      | 45.6 (114.1)                 | 40.9 (105.6)                 | 38.6 (101.5)                 | 36.5 (97.7)                  | 34.3 (93.7)                  | 30.9 (87.6)                  | 33.6 (92.5)                  | 38.6 (101.5)                 | 39.9 (103.8)                 | 41.0 (105.8)                 | 44.0 (111.2)                 | 42.9 (109.2)                 | 45.6 (114.1)                 |
| متوسط درجة الحرارة الكبرى °م (°ف)          | 31.8 (89.2)                  | 30.1 (86.2)                  | 28.5 (83.3)                  | 24.3 (75.7)                  | 21.0 (69.8)                  | 17.6 (63.7)                  | 17.3 (63.1)                  | 19.9 (67.8)                  | 21.9 (71.4)                  | 25.4 (77.7)                  | 27.9 (82.2)                  | 30.2 (86.4)                  | 24.7 (76.5)                  |
| المتوسط اليومي °م (°ف)                     | 25.8 (78.4)                  | 24.4 (75.9)                  | 22.8 (73.0)                  | 18.7 (65.7)                  | 15.4 (59.7)                  | 12.2 (54.0)                  | 11.5 (52.7)                  | 13.7 (56.7)                  | 15.9 (60.6)                  | 19.5 (67.1)                  | 22.1 (71.8)                  | 24.4 (75.9)                  | 18.9 (66.0)                  |
| متوسط درجة الحرارة الصغرى °م (°ف)          | 20.1 (68.2)                  | 19.2 (66.6)                  | 18.0 (64.4)                  | 14.1 (57.4)                  | 10.9 (51.6)                  | 7.9 (46.2)                   | 6.9 (44.4)                   | 8.5 (47.3)                   | 10.5 (50.9)                  | 14.1 (57.4)                  | 16.7 (62.1)                  | 18.9 (66.0)                  | 13.8 (56.8)                  |
| أدنى درجة حرارة °م (°ف)                    | 7.2 (45.0)                   | 6.2 (43.2)                   | 4.1 (39.4)                   | 0.2 (32.4)                   | −5.0 (23.0)                  | −7.0 (19.4)                  | −6.6 (20.1)                  | −5.0 (23.0)                  | −2.9 (26.8)                  | 0.2 (32.4)                   | 4.9 (40.8)                   | 5.6 (42.1)                   | −7.0 (19.4)                  |
| الهطول مم (إنش)                            | 95.4 (3.76)                  | 112.0 (4.41)                 | 146.4 (5.76)                 | 116.2 (4.57)                 | 49.4 (1.94)                  | 31.5 (1.24)                  | 23.9 (0.94)                  | 28.4 (1.12)                  | 53.2 (2.09)                  | 110.5 (4.35)                 | 128.9 (5.07)                 | 124.9 (4.92)                 | 1٬020٫7 (40.19)              |
| متوسط أيام هطول الأمطار (≥ 0.1 mm)         | 7.0                          | 7.0                          | 7.9                          | 7.8                          | 4.7                          | 3.5                          | 3.0                          | 3.3                          | 4.9                          | 7.3                          | 7.5                          | 8.2                          | 72.1                         |
| متوسط الرطوبة النسبية (%)                  | 70.9                         | 75.4                         | 78.3                         | 81.5                         | 82.5                         | 83.6                         | 80.4                         | 75.7                         | 73.0                         | 72.7                         | 71.1                         | 70.5                         | 76.3                         |
| ساعات سطوع الشمس الشهرية                   | 269.7                        | 240.1                        | 210.8                        | 180.0                        | 167.4                        | 135.0                        | 148.8                        | 179.8                        | 171.0                        | 217.0                        | 240.0                        | 241.8                        | 2٬401٫4                      |
| نسبة وصول أشعة الشمس                       | 63                           | 64                           | 55                           | 53                           | 50                           | 44                           | 46                           | 54                           | 47                           | 55                           | 58                           | 54                           | 54                           |
| المصدر #1: Servicio Meteorológico Nacional |                              |                              |                              |                              |                              |                              |                              |                              |                              |                              |                              |                              |                              |
| المصدر #2: UNLP (sun only)                 |                              |                              |                              |                              |                              |                              |                              |                              |                              |                              |                              |                              |                              |

## توأمة
لسانتا في اتفاقيات توأمة مع كل من:
- كانلونيس (14 أغسطس 2003 - )[10]
- العفولة (3 أغسطس 1994 - )[10]
- سانتا في [11]
- كاياو (7 فبراير 1997 - )[10]
- كونيو (12 نوفمبر 1998 - )[10]
- إنكانتادو (26 يوليو 1996 - )[10]
- مونتفيدو (4 يونيو 1996 - )[10]
- روسوليني [10]
- سانتا ف سبرينغس (2 ديسمبر 1960 - )[10]
- تطوان (1987 - )[10]
- ايباكارايي (4 سبتمبر 1978 - )[10]
- جونتا دي فايلالبا دي لوسا (19 نوفمبر 2008 - )[10]
- كوبا (27 مايو 1999 - )[10]
- Beibei, Chongqing [الإنجليزية]‏ (11 ديسمبر 2014 - )[11]
- ميديلين (23 سبتمبر 2011 - )[11]
- هايديان (16 نوفمبر 2009 - )[11]
- براغا (5 ديسمبر 2017 - )[11]
- أليجريت (14 مارس 2011 - )[11]

## أعلام
- أرييل راميريز
- سباستيان باتاغليا
- اغناسيو مارتن سكوكو
- هيكتور كوبر
- لوسيانو فيغيروا
- فيسنتي أغيري
- هيرناندو أرياس دي سافيدرا
- خوان راميريز دي فيلاسكو
- ألونسو غونزاليس كالديرون
- إنريكي غارسيا